# Joe Kidd
Joe Kidd – amerykański western z 1972 w reżyserii Johna Sturgesa.

## Opis fabuły
Joe Kidd (Clint Eastwood), były łowca głów, odmawia Frankowi Harlanowi (Robert Duvall) udziału w zabiciu meksykańskiego przywódcy rewolucji Luisa Chamy (John Saxon). Zmienia jednak zdanie, gdy ludzie rebelianta ukradli konie z jego rancza i zaatakowali zatrudnionych tam pracowników. Nie wie jednak, że metody działania Franka Harlana nie zawsze są zgodne z jego kodeksem postępowania.

## Obsada
- Clint Eastwood jako Joe Kidd
- Robert Duvall jako Frank Harlan
- John Saxon jako Luis Chama
- Stella Garcia jako Helen Sanchez
- James Wainwright jako Olin Mingo
- Don Stroud jako Lamarr Simms
- Paul Koslo jako Roy Gannon
- Gregory Walcott jako Mitchell
- Dick Van Patten
- Lynne Marta jako Elma
- John Carter jako Sędzia
- Pepe Hern jako Duchowny
- Joaquín Martínez jako Manolo
- Ron Soble jako Ramon
- Pepe Callahan jako Naco
- Clint Ritchie jako Calvin
- Gil Barreto jako Emilio
- Ed Deemer jako Barman
- Maria Val jako Vita
- Chuck Hayward jako Eljay
- Michael R. Horst
- Read Morgan jako Kowboj (pominięty w napisach)